# Blood & Honour

Bandera con trisquel utilizada por Blood & Honour e inspirada en la del Movimiento de Resistencia Afrikáner.

Blood & Honour (en castellano Sangre y Honor) es una organización 
nacida a finales de la década de 1970 en el Reino Unido. Está formada por jóvenes Skinhead y nacional-socialistas englobados dentro del movimiento neonazi. Tienen presencia en numerosos países.

## Orígenes
Esta organización nació en el seno de la división provocada por el grupo de música Skrewdriver en diversos grupos de skinheads ingleses a finales de la década de 1970. Dicho grupo, especialmente su líder Ian Stuart, separó a la mayoría de skinheads blancos de la corriente apolítica imperante en aquel momento entre los skinheads, los llamados Trojan Skins, para llevarlos a adoptar símbolos nacionalistas y militaristas. Para ello el cantante fue apoyado por partidos nacionalistas como el Frente Nacional y el British National Party.
La recién creada organización enseguida comenzó a sentir admiración por las doctrinas de supremacía blanca y por el Partido Nacionalsocialista Alemán de Adolf Hitler.

## Expansión
Actualmente esta organización posee filiales conocidas en:
- España
- Francia
- Italia
- Alemania
- Austria
- Polonia
- Suecia
- Noruega
- Dinamarca
- Eslovenia
- Serbia
- Bulgaria
- Letonia
- Rusia
- Portugal

Fuera de Europa:
- Estados Unidos
- Argentina
- Chile
- Costa Rica
- Venezuela
- Brasil
- México
- Uruguay
- Colombia
- Australia

## Condena y disolución en España
En España este grupo ha estado ligado al desaparecido partido político de extrema derecha Movimiento Social Republicano (MSR), con el que llegó a compartir sede y  que ha llevado en sus listas a las elecciones a varios miembros de este grupo.
Blood & Honour en España fue disuelta por la Audiencia Provincial de Madrid el 5 de julio de 2010, en una sentencia donde se condenó a 15 miembros del grupo, de los 18 integrantes, por asociación ilícita y tenencia de armas. En junio de 2011, el Tribunal Supremo ratificó la sentencia.